# Bartholomäus Sastrow

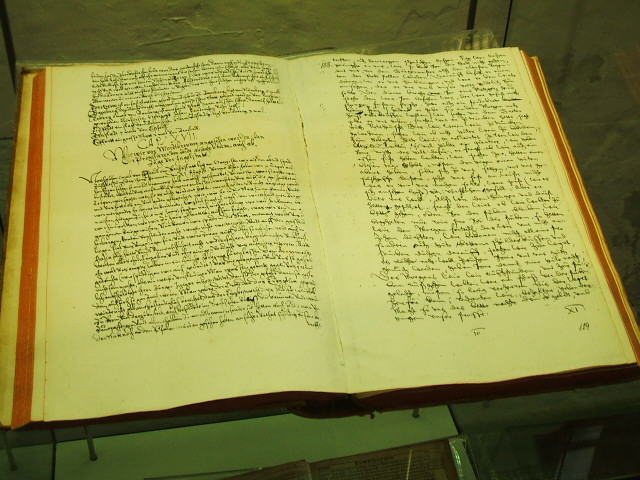
Handschrift von Sastrows Chronik im Kulturhistorischen Museum Stralsund

Bartholomäus Sastrow (* 21. August 1520 in Greifswald; † 7. Februar 1603 in Stralsund) war Bürgermeister von Stralsund und hinterließ eine kulturhistorisch bedeutsame Autobiografie.

## Leben

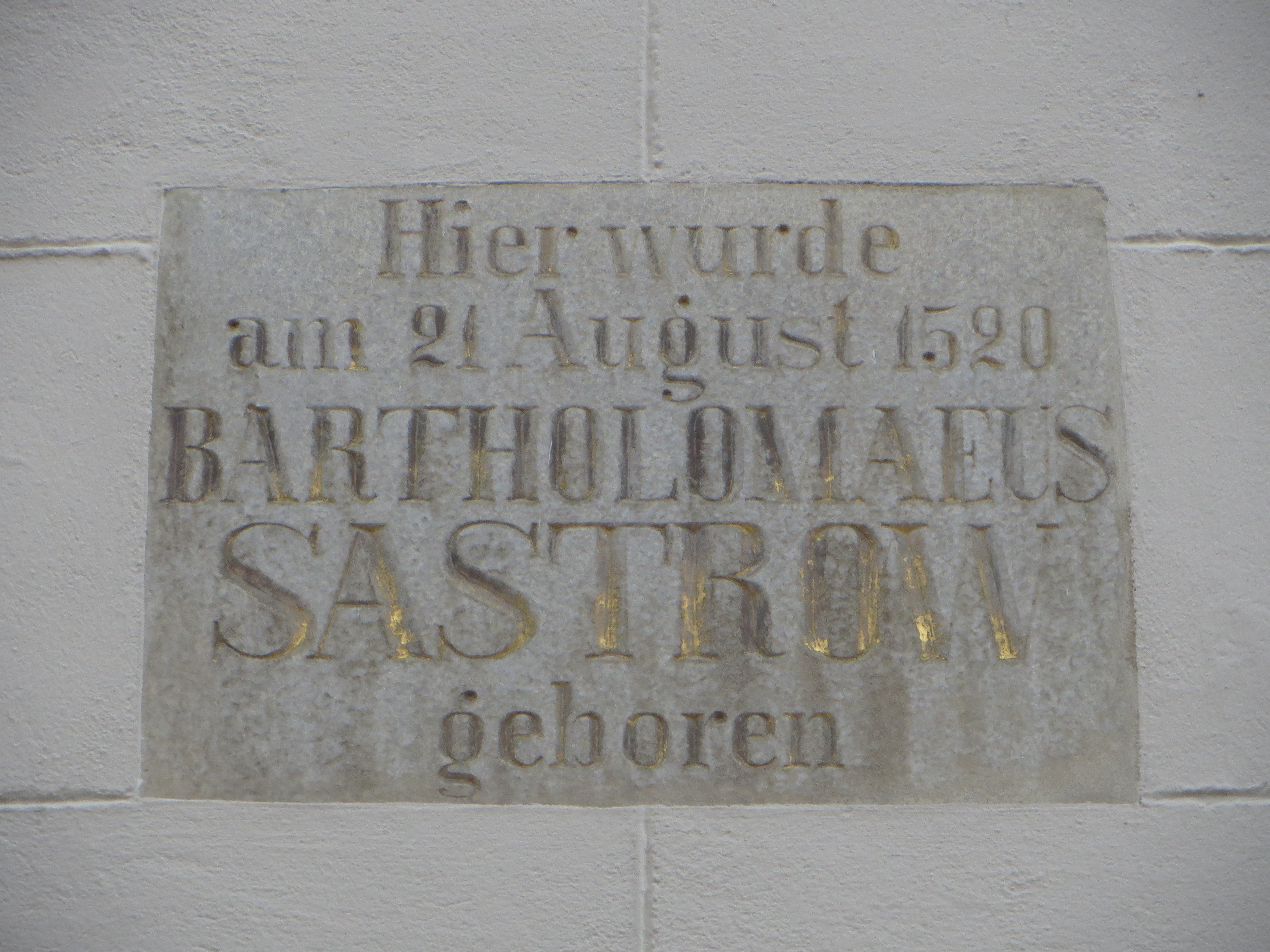
Gedenktafel am Haus Lange Straße 54 in Greifswald

Bartholomäus Sastrow war der Sohn des Greifswalder Kaufmanns Nicolaus Sastrow (* 1488; † nach 1548) und dessen Frau Anna Schmiterlow, einer Nichte von Nikolaus Smiterlow, eines Bürgermeisters von Stralsund. Sein Großvater Hans Sastrow war noch Krüger in Ranzin unter der Grundherrschaft der von Owstin in Quilow gewesen, ehe er sich 1487 in Greifswald als Bürger niederließ; 1494 wurde er ermordet. Sastrow hatte sieben Geschwister; er selbst war das dritte Kind seiner Eltern. Sein ältester Bruder war Johannes Sastrow. Seine vier jüngeren Schwestern und die Mutter starben 1549/50 an einer „Pestilenz“. Nur die älteste, mit dem Greifswalder Bürgermeister Peter Frubose verheiratete Schwester Anna (1516–1594) und der Bruder Karsten oder Christian (1530–1580) erreichten ein höheres Alter.
Um 1523 musste Nicolaus Sastrow aus Greifswald fliehen, weil er einen angesehenen Bürger im Streit erschlagen hatte, und ließ sich in Stralsund nieder. Dort wurde er 1533 Ältermann des Gewandschneideramtes. Seine Familie blieb zunächst in Greifswald zurück. Ebenfalls um 1523 begab sich Nikolaus Smiterlow aus Protest gegen die Politik seiner Heimatstadt Stralsund ins Exil nach Greifswald und lebte dort im Haus seiner Nichte. Smiterlows evangelischer Glaube und Abneigung gegen Aufruhr und Umsturz dienten Sastrow zeitlebens als Vorbild. 1527 zog Smiterlow wieder nach Stralsund und auch Sastrows Mutter übersiedelte mit ihren Kindern zum Vater. Da in Stralsund bereits seit 1525 die Reformation eingeführt war, während Greifswald erst 1531 evangelisch wurde, konvertierte die Familie spätestens beim Umzug zum evangelischen Glauben. Bartholomäus blieb zunächst beim Großvater in Greifswald und folgte der Familie erst 1529. In Stralsund bekam er Unterricht bei Johannes Knipstro.
1538 studierte Sastrow für etwa ein Jahr an der Universität Rostock. 1541 nahm er das Studium an der neu eröffneten Universität Greifswald wieder auf, wo er im Sinne des Humanismus geprägt wurde. Er musste das Studium jedoch ohne Abschluss abbrechen, da sein Vater im Zuge neuerlicher, durch den Lübecker Bürgermeister Jürgen Wullenwever veranlasster Unruhen in Stralsund zusammen mit Smiterlow unter Hausarrest gestellt worden war und dadurch finanzielle Schäden erlitten hatte, die es ihm nicht mehr erlaubten, seinen Söhnen ein Studium zu finanzieren. 1542 unternahm Sastrow deshalb mit seinem Bruder Johannes eine Reise, die ihn über Wittenberg, Leipzig und Frankfurt am Main nach Speyer führte. Sie sollten versuchen, den Prozess des Vaters wegen des inzwischen 20 Jahre zurückliegenden Totschlags beim Reichskammergericht zu beschleunigen. Sie fanden das Gericht unbesetzt vor und richteten sich auf eine längere Wartezeit in Speyer ein. Johannes Sastrow wurde dort Dompropst und reiste bald danach nach Italien. Bartholomäus Sastrow erhielt auf Empfehlung Martin Luthers und Philipp Melanchthons einen Schreiberposten. 1544 bekam er auch ohne abgeschlossenes Studium ein Diplom als kaiserlicher Notar verliehen und trat 1545, obwohl evangelisch-lutherisch, in die Dienste des Komturs des Johanniterordens in Nieder-Weisel, Christoph von Löwenstein.
1546 unternahm er eine Italienreise, um den Nachlass seines dort verstorbenen Bruders, der als evangelischer Theologe im Dienst eines Kardinals gestanden hatte, zu regeln. In Rom, wo Papst Paul III. Soldaten für den Krieg gegen den Schmalkaldischen Bund ausheben ließ, fühlte er sich als Evangelischer bedroht, obwohl offiziell niemand von seinem Glauben wusste. Deshalb verließ er Italien bald, obwohl man auch ihm eine gute Stelle angeboten hatte. Verkleidet als katholischer Soldat schlug sich Sastrow mit einem aus Lübeck stammenden Gefährten bis nach Tirol durch, von wo sie wieder als evangelische Deutsche weiterreisen konnten.
Zurück in der Heimat Pommern trat er in Wolgast in die Kanzlei der Herzöge Philipp I. von Pommern-Wolgast und Barnim IX. von Pommern-Stettin ein. In der Folgezeit begleitete er als Notar die fürstlichen Räte von Pommern, die eine Versöhnung mit Kaiser Karl V. vermitteln sollten, und nahm an Gesandtschaften nach Böhmen, Sachsen und in die Niederlande und am Geharnischten Reichstag von 1547/48 teil. 1548 wurde er zum pommerscher Geschäftsträger beim Reichskammergericht in Speyer ernannt. Erst jetzt, als das Gericht nach Jahren endlich neu besetzt war, konnte er den Prozess seines Vaters erfolgreich weiter treiben. Von Speyer aus unternahm er auch zahlreiche Reisen und besuchte auch den berühmten Kosmographen Sebastian Münster in Basel.
1551 wurde er als Notar beim Reichskammergericht immatrikuliert, schied aus dem herzoglichen Dienst aus und ließ sich in Greifswald nieder. 1555 übersiedelte er nach Stralsund, weil man ihm das Amt des dortigen Ersten Stadtsekretärs mit einem höheren Gehalt als in Greifswald angeboten hatte. Dort unterstützte er den Bürgermeister Nikolaus Gentzkow bei der Ausarbeitung einer neuen Schul- und Kirchenordnung sowie der städtischen Verfassung. 1562 wurde er in den Rat der Stadt Stralsund gewählt; 1578 wurde er deren Bürgermeister und bekleidete dieses Amt bis zu seinem Tod. In diese Zeit fielen etliche stadtpolitische und kirchliche Querelen. Sastrow machte sich mit seiner unnachgiebigen Art nicht wenige Feinde.
Sastrow heiratete zweimal. Aus der 1551 geschlossenen Ehe mit seiner Schwägerin Catharina Frubose gingen seine drei Kinder Katharina, Amnestia und Johannes († 1593) hervor. Einen Monat nach dem Tod seiner Frau heiratete er im Februar 1598 deren Pflegerin, die Dienstmagd Anna Haseneier.

## Autobiografie
Sastrow verfasste 1595 im Alter von 75 Jahren eine Autobiografie. Er verwendete dabei zahlreiches Material, neben eigenen (Tagebuch-)Aufzeichnungen und Briefen auch Abschriften amtlicher Dokumente, zu denen er als Notar Zugang hatte, und Chroniken wie die Stralsundische Chronik des Johann Berckmann und die Biographie seines Vorgängers Franz Wessel. Vorbild für seinen Umgang mit den Quellen war Johannes Sleidanus’ 1545 bis 1556 erschienenes Geschichtswerk. Möglicherweise hatte Sastrow Teile seiner Autobiografie schon früher konzipiert und fügte sie nun unverändert ein. Das Endergebnis ließ er von einem Schreiber niederschreiben. Auch die wichtigste Handschrift ist also kein Autograph, obwohl anhand von Schriftvergleichen zu belegen ist, dass Sastrow in der fertigen Fassung Notizen und Verbesserungen anbrachte.
Neben dieser Haupthandschrift gibt es auch Abschriften aus dem 18. Jahrhundert. Folgende Überlieferungszeugen befinden sich im Stralsunder Stadtarchiv:
- die zweibändige Haupthandschrift von 1596: Hs 0386 a und b (Altsignaturen HSII.157 und HSII.158), 455 und 171 Folioblätter[8]
- einbändige Abschrift von 1708 (nur die beiden ersten Teile des Werks): Hs 0568 (Altsignatur HSII.345)[9]
- dreibändige Abschrift von Johann Albert Dinnies, entstanden 1769–1773: Hs 0256 a, Hs 0256 b, Hs 0256 c (Altsignaturen HSII.14, HSII.15, HSII.16)[10]
- dreibändige Abschrift von Gottlieb Mohnike von 1823, zur Vorbereitung seiner Ausgabe des Textes: Hs 0488 a, Hs 0488 b, Hs 0488 c (Altsignaturen HSII.250, HSII.251, HSII.252)[11]

Weitere Abschriften des 18. Jahrhunderts befinden sich laut Mohnike in der Universitätsbibliothek Greifswald und der Stettinschen Landschaftsbibliothek.
Die Autobiografie hatte Sastrow in vier Teile aufgeteilt, wovon der letzte Teil, der seine Zeit in Stralsund zum Inhalt haben sollte, nicht erhalten ist. Es ist fraglich, ob er je existierte oder ob er aufgrund von Sastrows Darstellung von „des Teuffels Battstube“, wie er seine Zeit in Stralsund in der Überschrift bezeichnete, vernichtet wurde. Für letztere Annahme spricht, dass das Werk nicht als rein private Schrift gedacht war, wie daraus zu erkennen ist, dass es kaum Berichte aus der Familie enthält – so erwähnt Sastrow kaum mehr von seiner Frau, als dass er sie heiratete, und nicht einmal die Geburtsdaten seiner Kinder – und dass als erste Adressaten die Schwiegersöhne Hinrich Godtschalk und Jakob Klerike, beides Ratsherren, genannt sind.
Das Werk ist in hochdeutscher Kanzleisprache verfasst, nicht wie bei zeitgenössischen Humanisten üblich in Latein, wenn auch zahlreiche lateinische Dokumente aufgenommen sind, und auch nicht im pommerschen Niederdeutsch, für das Johannes Bugenhagen 50 Jahre zuvor eine eigene Bibelübersetzung geschaffen hatte.
Die Haupthandschrift befindet sich im Besitz des Stralsunder Stadtarchivs. Eine spätere Abschrift ist im Kulturhistorischen Museum Stralsund ausgestellt. Diese Autobiografie gilt als ein bedeutendes Werk autobiografischer Prosa des 16. Jahrhunderts. Durch die zahlreichen in Abschrift wiedergegebenen Dokumente stellt Sastrows Werk eine wichtige Quelle zur Reichsgeschichte dar, besonders für den Geharnischten Reichstag von 1547/48 und das Augsburger Interim von 1548. Allerdings ist sein Blick auf die Zeitgeschichte lückenhaft, da Sastrow – anders als Sleidanus – nur darstellt, was er selbst miterlebt hat. Die von Gottlieb Mohnike in drei Bänden herausgegeben, 1823/24 veröffentlichte, heutigen wissenschaftlichen Ansprüchen nicht mehr genügende Ausgabe ist die einzige (fast) vollständige Ausgabe.
Ausgaben
- Bartholomäi Sastrowen Herkommen, Geburt und Lauff seines gantzen Lebens. 1. bis 3. Band. Hrsg. v. Gottlieb Christian Friedrich Mohnike. Greifswald: Universitäts Buchhandlung.
  - Teil 1, 1823
  - Teil 2, 1824
  - Teil 3, 1824
- Ein deutscher Bürger des sechzehnten Jahrhunderts : Selbstschilderung des Bartholomäus Sastrow. Hrsg. von Horst Kohl. Leipzig: Voigtländer 1912 (Voigtländers Quellenbücher; Bd. 38) (Auszug) (Digitalisat).
- Lauf meines Lebens: ein deutscher Bürger im 16. Jahrhundert. Hrsg. u. bearb. von Christfried Coler. Berlin: Rütten & Loening 1956 (Spiegel deutscher Vergangenheit)
- Denkwürdige Geschichten aus meinem Leben. Hrsg. v. Horst Langer. Thomas Helms Verlag Schwerin 2011, ISBN 978-3-940207-63-0 (Auszug)